# Oost Suorri
Oost Suorri (Zweeds: Lulit Suorri) is  de aanduiding van de oostelijke tak van de Rautasrivier, die stroomt in de Zweedse  gemeente Kiruna. De Rautasrivier moet hier om het Rautaseiland heen en verdeelt zich in twee stromen, de Oost en West Suorri. Beide zijn ongeveer 3 kilometer lang.
Afwatering: Rautasrivier → Oost Suorri → Rautasrivier → Torne → Botnische Golf